# Nota censoria

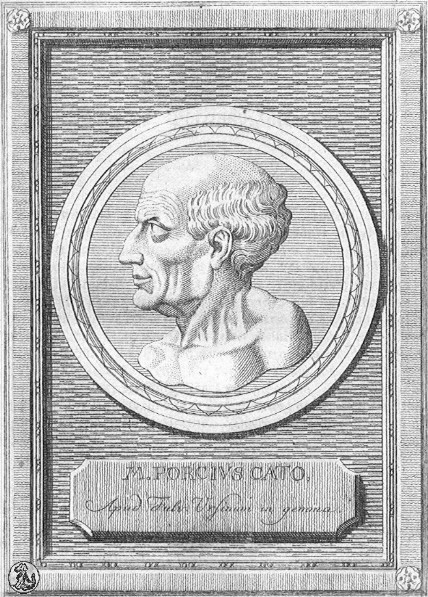
Marcus Porcius Cato der Ältere notierte in seiner Laufbahn als Censor mehrere Ritter und Senatoren aufgrund von Verfehlungen gegen die Sitte

Die Nota censoria bezeichnete in der Römischen Republik eine sittenrichterliche Sanktion, die allein von den Censoren beim zyklisch wiederkehrenden Zensus (census populi) auf dem Marsfeld gegen den römischen Bürger verhängt werden konnte. Für die Ritter (equites) wurde ein gesonderter Zensus (recensio equitum) auf dem Forum durchgeführt. Die Strafmaßnahme war keine Rechtsfolge aus einer vorangegangenen öffentlichen Strafverfolgung des Betroffenen, sondern ein autonomer, verwaltungsmäßiger Akt mit einer disziplinierenden Zurechtweisung. Die Zielrichtung des Sittengerichts bestand darin, solche Personen aus Ämtern, Gremien, Ständen zu entfernen und von Privilegien auszuschließen, die sich aufgrund ihrer Straftaten oder ihres zwar straffreien, aber sittlich verwerflichen Benehmens als unwürdig erwiesen hatten. Die Adressaten einer nota censoria konnten aufgrund der unterschiedlichen gesellschaftlichen Rechtsstellung immer nur freie männliche Bürger und keine Frauen sein.

## Rechtscharakter
Die nota censoria war vom rechtlichen Charakter ein verwaltungsmäßiger, aber kein justiziabler Hoheitsakt. Bei der Ermächtigungsgrundlage handelte es sich um die aus dem Jahr 318 v. Chr. datierte lex Ovinia, die den Censoren als Trägern der Hoheitsgewalt das Recht gab, die Mitglieder des Senats zu bestimmen (lectio senatus). Diese administrative Handlung wurde nachfolgend beim Ritterstand und bei der übrigen Bürgerschicht angewendet.
Es war unerheblich, ob ein Kriminal- oder Privatverfahren anhängig oder bereits abgeschlossen war, denn die nota censoria kollidierte nicht mit straf- oder zivilgerichtlichen Schuld- oder Freisprüchen. Die Censoren waren in ihrer Ausübung der Sittenaufsicht (regimen morum) grundsätzlich von den Entscheidungen der ordentlichen Gerichtsbarkeit unabhängig. Sie konnten bei einer vorangegangenen strafrechtlichen Verurteilung, aus freiem Ermessen, von einer zusätzlichen Maßregelung absehen. In umgekehrter Konstellation war es den Censoren möglich, ungeachtet eines gerichtlichen Freispruchs, die nota censoria anzuwenden. Von dieser freien Rechtsauslegung ausgenommen waren kapitale Aburteilungen, da der Verurteilte entweder hingerichtet oder zuvor ins Exil ausgewichen und damit für den Zensus nicht mehr existent war.
Die Schranken der belastenden Amtshandlung bestanden zum einen darin, dass die nota censoria von beiden Censoren übereinstimmend getragen werden musste, und zum anderen in dem nicht zwingend unbegrenzten Andauern des Rechtseingriffs. Daher war es generell möglich, dass der ehrmindernde Listeneintrag im folgenden Zensus von den neuen Censoren gestrichen und der Betroffene wieder zurück in seinen Status quo ante gesetzt werden konnte. So bestand ein gewisser Ausgleich hinsichtlich der konkreten Gefahr, dass die nota censoria von den hohen Magistraten sachfremd, bewusst wie auch unbewusst, aus selbstsüchtigen Motiven oder für parteiische Zwecke missbraucht werden konnte.

## Verfahren
Die beim Zensus vor der versammelten Bürgerschaft deklamierte Anklage erläuterte das vorgeworfene moralische Fehlverhalten (contra bonos mores) oder die kriminelle Handlung der namentlich appellierten Person.
Wenn der zugrundeliegende Sachverhalt offenkundig und vom Beschuldigten nicht zu rechtfertigen war, konnte die Strafe ohne ein vorgeschaltetes Untersuchungsverfahren (Sittenkognition) verhängt werden.
Der Tatbestand, der den Censoren durch einen Dritten angezeigt und angenommen wurde, löste ein kontradiktorisches Anhörungsverfahren aus. In dieser gestrafften und beweiserhebungsbegrenzten Verhandlung (summarische Kognition) fand der Verklagte vor den Censoren rechtliches Gehör. Einen Anspruch auf einen Rechtsbeistand, wie in einem Strafprozess üblich, hatte der Angeklagte grundsätzlich nicht. Die Verteidigungsmöglichkeiten waren zudem durch die geringe Zulassung von etwaigen Entlastungszeugen eingeschränkt.
Konnte der Angeklagte vor dem Sittengericht (iudicium de moribus) den ehrenrührigen Tatvorwurf (probrum) nicht plausibel widerlegen (tertium non datur), wurde nach Übereinkommen der Censoren beim folgenden Zensus die entsprechende Maßregelung ausgesprochen, in die Zensusliste notiert (nota) und damit rechtskräftig.

## Tatbestände
Tatbestände der nota censoria waren Handlungen und Unterlassungen, die eine Person in ihrer Eigenschaft als Amtsträger oder Privatmann verübte. Die Grenzen zwischen öffentlichem und privatem Fehlverhalten waren fließend, sodass Verfehlungen häufig beide Zweige tangierten. Ob Gemeinwohlinteressen tangiert oder verletzt waren, hing letztlich von Einzelfallentscheidungen der Censoren ab.
Handlungen (probris), die nach Interpretation der Censoren die Sitte der Vorfahren verletzen und damit Auslöser von Repressalien sein konnten, werden nachfolgend beispielhaft angeführt:
1. Unehrenhaftes Verhalten und Illoyalität des Soldaten. Nach der Schlacht von Cannae hatten 400 Ritter die Flucht aus Italien in Erwägung gezogen, aber letztlich nicht ausgeführt.[2]
2. Wehrdienstverweigerung durch Nichtmeldung bei der Aushebung. Es hatten sich 2000 Bürger ohne genügende Rechtfertigung dem Kriegsdienst entzogen.[3]
3. Amtsmissbrauch: so die private Exekution eines wegen Kapitalverbrechens Verurteilten außerhalb der Gerichtsbarkeit; ebenso: Tötung eines Zuflucht suchenden Fremden (peregrinus) zum reinen Amüsement. Diese Tat fand keine juristische Ahndung, da sie nicht angezeigt wurde.[4]
4. Gebrauch der Amtsgewalt zur Beschneidung von Kompetenzen, wie die Amtsdauerverkürzung der Censoren[5] oder Aufhebung eines angesehenen Gesetzes (Lex Licinia sumptuaria).[6]
5. Absichtliche Falschauslegung (falsum) der Himmelszeichen. Durch einen Volkstribun wurden die Auspizien bewusst negativ beurteilt, um ein militärisches Vorhaben zu vereiteln.[7]
6. Eidbrüchigkeit oder fadenscheinige Umgehung abgegebener Versprechen. Es wurden die Soldaten notiert, welche gegenüber dem Feind die eidlich gelobte Zusicherung der Rückkehr in die Gefangenschaft nicht eingehalten hatten.[8]
7. Missbrauch des Scheidungsrechts. Ein Senator wurde notiert, da er willkürlich seine Frau verstoßen hatte.[9]
8. Übermäßiger Besitz von Luxusgütern und aufwändiger Lebensstil.[10]
9. Respektlosigkeit gegenüber Amtspersonen. Ein Ritter, dem der erbärmliche Zustand des ihm anvertrauten Staatspferds vorgeworfen wurde, rechtfertigte sich mit einer unsachlichen Antwort.[11]
10. Müßiggang und damit einhergehend die vorwerfbare Vernachlässigung der landwirtschaftlichen Güter.[12]

## Rechtsfolgen
Bei bemäkelten Rittern kamen als schwerste Folgen die Entziehung des staatlichen Reitpferds (adimere equum), die Entfernung aus seiner Tribus und damit Ausstoß aus der Reiterzenturie sowie eine Umsetzung in die ungünstige Steuerklasse der Aerarier in Betracht. Die Strafen konnten im ungünstigsten Fall verknüpft, ansonsten einzeln verhängt werden. Leichtere Vergehen konnten mit einer Geldbuße (multa, „die Mult“) oder mit der Einstellung staatlicher Zuwendungen, wie das jährliche Futtergeld für das Staatspferd (aes hordearium), geahndet werden. Die gleichen Folgen konnten den Senator treffen, wobei er noch zusätzlich von der Senatsliste gestrichen werden konnte.
Der einfache Bürger, wenn er nicht im Heer eingesetzt war und somit keiner Aufsicht unterstand, entrückte im Fortschreiten und der territorialen Ausbreitung der Republik immer mehr aus dem Fokus der Zensur und damit der sittenrichterlichen Kontrolle. Die Censoren wurden vermutlich in der Regel nur dann tätig, wenn es sich um gravierende Fälle wie die in Krisenzeiten vorgekommene Wehrdienstentziehung handelte oder ihnen ein bedeutender Einzelfall durch Anzeige zur Kenntnis gebracht wurde. Die censorischen Sanktionen beschränkten sich hier auf Geldbußen, Umsetzungen in die ungünstigste Steuerklasse und die Verschlechterung des Stimmrechts durch die Versetzung von einer ländlichen in eine städtische Tribus. Der totale Verlust des Stimmrechts durch die Herabstufung zu einem Halbbürger, der mit einem Eintrag in die Liste der nicht stimmberechtigten Bürger (tabulae Caeritium) dokumentiert wurde, war zeitweise möglich gewesen. Mit der Abschaffung des tributum im Jahr 169 v. Chr. entfiel die Rechtsfolge der erhöhten Besteuerung gänzlich für jedermann.

## Römische Kaiserzeit

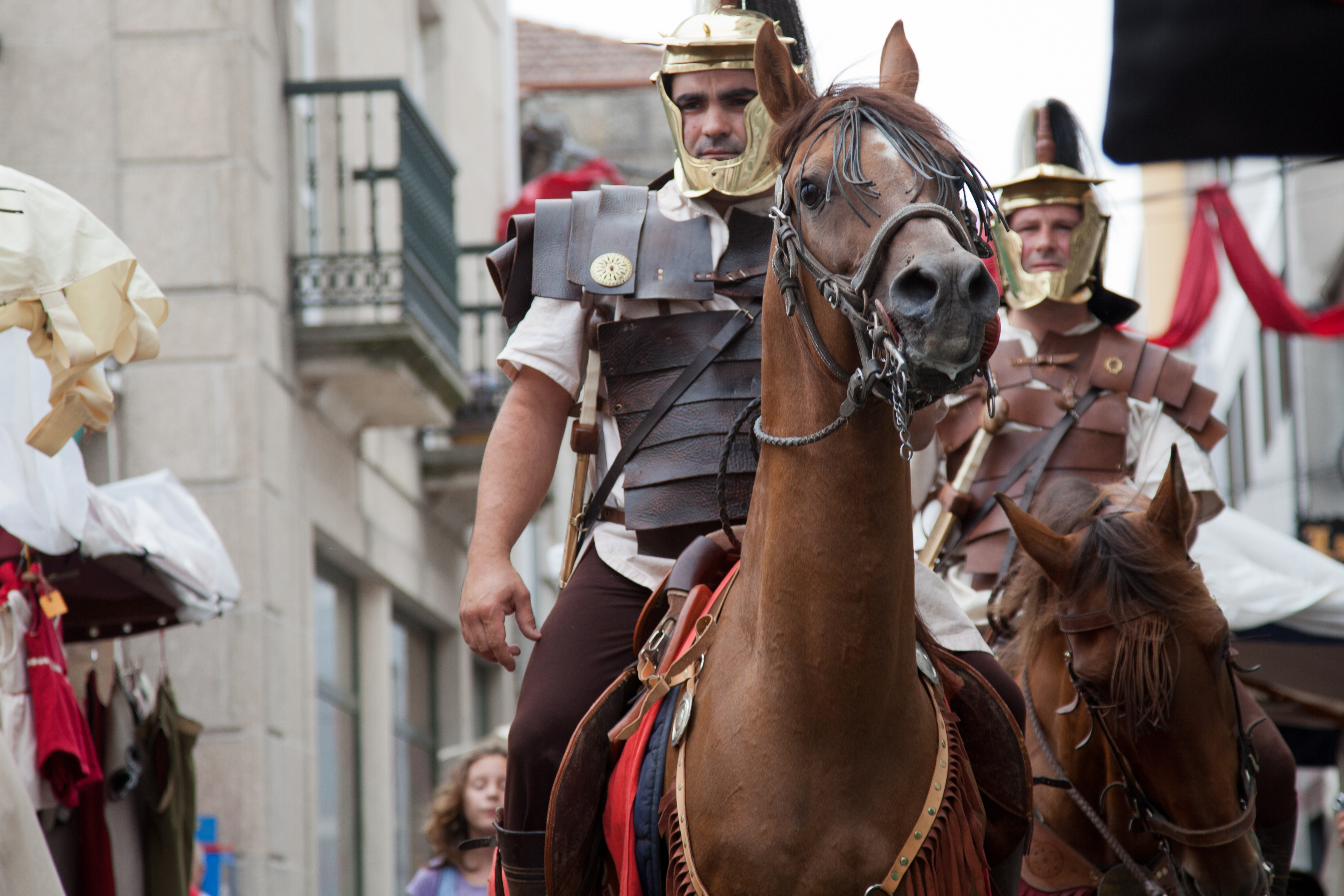
Reiter im Gewand eines römischen Eques

In der Endphase der Republik wurden die Vollmachten der Censoren im Jahr 59 v. Chr. durch ein Plebiszit empfindlich geschmälert. Die Beamten konnten im Zensus 55 v. Chr. nicht mehr aus eigenem Entschluss gegen den entehrenden Bürger vorgehen, womit die Anzahl der Notierungen abnahm. Fünf Jahre später, im letzten abgehaltenen Zensus der Republik, war die Einschränkung durch ein konsularisches Gesetz aufgehoben worden. Hier setzte der damalige Censor, Appius Claudius Pulcher, seine Vollmacht aus politischen Gründen ein, indem er zahlreiche Senatoren und Ritter mit der nota censoria belegte.
Mit Augustus, der 22 v. Chr. vergeblich versucht hatte, das Amt der Censoren und damit den Zensus zu restaurieren, wurde ergänzend die über Jahrzehnte ausgebliebene Rittermusterung (recognitio equitum) erneuert. Diese scheint mit der alljährlich am 15. Juli abgehaltenen Reiterparade, der transvectio equitum, zusammengelegt worden zu sein. In diesem Umzug ritten die Teilnehmer auf ihren Pferden am Kaiser vorbei. Derjenige, der nach Auffassung des Kaisers oder eines eigens hierfür Bevollmächtigten einer Belehrung bedurfte, wurde aufgerufen und am Anlass ausgerichtet entsprechend gerügt. Hierbei soll Augustus sich meistens auf eine folgenlose Ermahnung (admonitio) beschränkt haben. Dieser Tadel wurde nicht öffentlich ausgesprochen, sondern dem Gerügten vertraulich und in schriftlicher Form auf einem Täfelchen übermittelt.
Während die Reiterparade (transvectio equitum) bis ins ausgehende 4. Jahrhundert abgehalten wurde, ist letztmals unter Vespasian eine Rittermusterung im eigentlichen Sinne nachweisbar.